# Terraria
Terraria är ett indie-plattformsspel med moment av äventyr, rollspel och worldbuilder-spel från 2011 utvecklat av Re-Logic. Spelet bygger på en Open world-princip (sandlåda/sandbox) och är ett icke-linjärt spel. Terraria släpptes från början endast på PC, men har efter hand lanserats på flera andra format. Några av dessa är Xbox 360, Xbox One, Playstation 3, Playstation 4, Iphone, Android, Windows Phone och Nintendo 3DS. 
Genom att utforska världen ovan ytan och under marken kan spelaren hitta kistor med föremål, mineraler för att skapa föremål och bättre utrustning. Spelet distribueras genom Steam och har sålts i mer än 10 miljoner exemplar utan någon riktig marknadsföring, förutom videor på Youtube innan spelet släpptes och en länk på Twitter av Notch, skaparen av datorspelet Minecraft. Terraria släpptes på Playstation Network i Nordamerika den 26 mars 2013 och i Europa den 15 maj samma år. Det släpptes senare på Xbox Live den 27 mars 2013.

## Gameplay
Spelet har jämförts med Minecraft i och med att spelvärlden till stor del består av block. Skillnaden är dock att Terraria utspelar sig i 2D och i och med det fungerar blocken annorlunda. Man finner även många fler föremål som spelaren kan "gå igenom", det vill säga att de inte hindrar spelaren från att röra sig, bland annat träd, jättelika underjordssvampar och bakgrundsväggar till byggnader för att skapa djup i spelet.
Under spelets gång kan spelaren finna flera olika sorters monster.

## Fotnoter
1. ↑  läs online, store.steampowered.com .[källa från Wikidata]
2. 1 2 3  ”PSN EU Release date CONFIRMED!”. Terraria Online. Arkiverad från originalet den 9 maj 2013. https://web.archive.org/web/20130509022344/http://www.terrariaonline.com/threads/psn-eu-release-date-confirmed.99413/. Läst 30 april 2013.
3. 1 2 3  ”Terraria confirmed for PS Vita!”. Terraria Online. Arkiverad från originalet den 14 oktober 2014. https://web.archive.org/web/20141014193056/http://www.terrariaonline.com/threads/terraria-confirmed-for-ps-vita.96797/page-56.
4. ↑  2014-01-15, Monomi From Danganronpa 2 And Toro Make Cameos In Terraria In Japan, Siliconera
5. ↑  ”Release date is confirmed”. Terraria Online. Arkiverad från originalet den 14 oktober 2014. https://web.archive.org/web/20141014193205/http://www.terrariaonline.com/threads/release-date-is-confirmed.96505/.
6. ↑  ”Forums”. Terraria Online. Arkiverad från originalet den 27 september 2013. https://web.archive.org/web/20130927005018/http://www.terrariaonline.com/threads/grab-your-gear-%E2%80%93-terraria-is-going-mobile.100972/. Läst 3 oktober 2013.
7. ↑  ”Terraria”. Google Play. https://play.google.com/store/apps/details?id=com.and.games505.Terraria.
8. ↑  PC Gamer, Terraria launch a huge success